# Ellentett

Néhány komplex szám (1, i, -1, -i és két primitív nyolcadik egységgyök) ellentettjükkel

A matematikában egy {\displaystyle x} szám ellentettje, negatívja vagy additív inverze az a {\displaystyle -x} szám, amellyel {\displaystyle x}-et összeadva az eredmény nulla:
{\displaystyle x+(-x)=0\,}
Például a {\displaystyle 7} ellentettje a {\displaystyle -7}, mert {\displaystyle 7+(-7)=0}; a {\displaystyle -\pi } ellentettje pedig a {\displaystyle \pi }, ugyanis {\displaystyle -\pi +\pi =0}.
Egy {\displaystyle x} szám ellentettje kiszámítható {\displaystyle -1}-gyel való szorzással:
{\displaystyle -x=(-1)\cdot x\,}
A következő számhalmazok minden elemének van ellentettje az adott halmazon belül: egész számok, racionális számok, irracionális számok, valós számok, komplex számok stb. Ugyanakkor például a természetes számokon belül csak a 0-nak van ellentettje (saját maga). Ha azonban az egészek között vizsgálódunk, akkor azoknak az egészeknek is van ellentettjük, amik egyébként egyben természetes számok is, csak ezek az ellentettek a 0-t kivéve nem természetes számok. Egy szám ellentettjének létezése tehát csak egy konkrét számhalmazon értelmezhető. Valós számokon értelmezve egy pozitív szám, ellentettje negatív, egy negatív szám ellentettje pozitív.
Általánosabban, definiálható egy elem egy bináris műveletre vett inverze is. Az inverz elem inverze az eredeti elem.

## Példák
Nincs inverz a következő halmazokban: természetes számok, rendszámok, kardinális számok. A természetes számok inverzei nem természetes számok, kivéve a nullát. Ezt úgy mondjuk, hogy a természetes számok halmaza nem zárt az ellentettképzésre.
Komplex számokon: −(a + bi)  =  (−a) + (−b)i. A komplex számsíkon az ellentettképzés a 0 körüli 180 fokos forgatásnak felel meg.
Valós, illetve komplex értékű függvények: ha f függvény, akkor ellentettje, −f megkapható, mint (−f )(x) = − f (x) minden x elemre úgy, hogy f + (−f ) = o, ahol o(x) = 0 a konstans nulla függvény.
Hasonlóan definiálhatók Abel-csoportokba menő függvények ellentettjei, így sorozatok, vektorok, mátrixok, hálók, és más speciális függvények esetén.
Vektorterekben, ha v egy vektor, akkor −v a v ellentett vektora. Ugyanaz a normája, mint a v vektornak, iránya ellentétes azzal. Az ellentett itt is megkapható a -1 skalárral való szorzással. Euklideszi terekben az ellentettképzés az origóra való tükrözés. Az ellentétes irányú vektorokat antiparalelnek is nevezik.
Vektortér értékű függvények, melyek nem feltétlenül párhuzamosak.
A moduláris aritmetikában egy x számmal reprezentált maradékosztály ellentettje egy olyan maradékosztály, melynek egy a elemére teljesül, hogy a + x ≡ 0 (mod n). Ez az additív inverz minden maradékosztályra létezik. Például a 3-nak inverze modulo 11 a 8, mivel 3 + x ≡ 0 (mod 11).

## Kapcsolat a kivonással
A kivonás eredménye ugyanaz, mint az ellentett hozzáadásának:
a − b  =  a + (−b).
Megfordítva, az additív inverz megkapható a nullából való kivonással:
−a  =  0 − a.
Az egy operandusú − tekinthető ennek a kivonásnak a rövidítésének, habár az unáris mínuszjel mögé nem szokás szóközt tenni.

## Tulajdonságai
Teljesülnek a következők:
- −(−a) = a, involúció
- −(a + b) = (−a) + (−b)
- a − (−b) = a + b
- (−a) × b = a × (−b) = −(a × b)
- (−a) × (−b) = a × b 
notably, (−a)2 = a2

## Általánosítás
Az ellentett absztrakt algebrai általánosítása az additív inverz. Itt elvonatkoztatnak a konkrét összeadás műveletétől, és a „+” jellel csak egy általános, valamilyen {\displaystyle H} halmazon értelmezett kommutatív kétváltozós műveletet jelölnek, ennek egységelemét pedig 0 jelöli. Ugyanez jelekkel:
{\displaystyle x+y=y+x\qquad \forall x,y\in H}
{\displaystyle 0+x(=x+0)=x\qquad 0\in H,\quad \forall x\in H}
A második sorban leírt {\displaystyle 0}-tulajdonságú elemből nem létezhet egynél több, hiszen ha lenne egy másik – jelöljük {\displaystyle 0'}-vel –, akkor ezek egyenlők:
{\displaystyle 0=0+0'=0'\quad \Rightarrow \quad 0=0'\,}.
Az {\displaystyle x} elem additív inverze egy olyan {\displaystyle -x}-szel jelölt elem, hogy:
{\displaystyle x+-x=-x+x=0\,}
Ha a „+” művelet asszociatív, azaz
{\displaystyle (x+y)+z=x+(y+z)\qquad \forall x,y,z\in H}
akkor nem létezhet egynél több additív inverz, hiszen ha {\displaystyle x'} és {\displaystyle x''} is additív inverz, akkor egyenlők:
{\displaystyle x''=x''+0=x''+(x+x')=(x''+x)+x'=0+x'=x'\quad \Rightarrow \quad x''=x'\,}
Ha minden elem invertálható, azaz
{\displaystyle \forall x\in H:\exists -x\in H}
akkor a „+” művelet invertálható a {\displaystyle H} halmazon.
Ha egy művelet teljesíti a fenti követelményeket, azaz
- zárt egy {\displaystyle H} halmazra
- asszociatív
- kommutatív
- van egységeleme
- invertálható

akkor a {\displaystyle (H,+)} algebrai struktúrát Abel-csoportnak nevezik.
Abel-csoport például a valós számok halmaza az összeadással, a nemnulla valósok a szorzással, a valós–valós függvények a függvényérték szerinti összeadással, az adott méretű (például {\displaystyle n}×{\displaystyle m}-es) mátrixok a mátrixösszeadással stb.
Egységelemes gyűrűben az additív inverz kiszámítható az egységelem, ellentettjével való szorzással: −n = −1 × n .

## Fordítás
Ez a szócikk részben vagy egészben  az   Additive inverse című angol Wikipédia-szócikk fordításán alapul.  Az eredeti cikk szerkesztőit annak laptörténete sorolja fel. Ez a jelzés csupán a megfogalmazás eredetét és a szerzői jogokat jelzi, nem szolgál a cikkben szereplő információk forrásmegjelöléseként.